# Titularbistum Ottocium
Ottocium (ital.: Ottocio) ist ein Titularbistum der römisch-katholischen Kirche. 
Es geht zurück auf ein früheres Bistum in der römischen Provinz Dalmatia bzw. Dalmatia Inferior, das der Kirchenprovinz Salona zugeordnet war.
| Titularbischöfe von Ottocium |                     |                                                    |                 |                   |
| Nr.                          | Name                | Amt                                                | von             | bis               |
| 1                            | Patrick Webster OSB | Weihbischof in Saint George’s in Grenada (Grenada) | 26. Juni 1969   | 7. März 1970      |
| 2                            | Maurice Delorme IdP | Weihbischof in Lyon (Frankreich)                   | 2. Oktober 1975 | 27. Dezember 2012 |